# NGC 6973
NGC 6973 — звезда в созвездии Водолей. 
Входит в число перечисленных в оригинальной редакции «Нового общего каталога».